# Jaap Engelaan
Jacob (Jaap) Engelaan (Rijswijk, 29 juni 1905 – Apeldoorn, 2 december 1944) was een Nederlands verzetsstrijder in de Tweede Wereldoorlog. Hij behoorde tot de Veenendaalse afdeling van de Landelijke Organisatie voor Hulp aan Onderduikers (LO). Engelaan werd min of meer bij toeval gearresteerd met spionagemateriaal op zak. Aanvankelijk dachten de nazi’s de leider van  de Groep Albrecht te pakken te hebben. Engelaan is met 12 anderen gefusilleerd in de Koning Willem III-kazerne te Apeldoorn.

## Jeugd
Jaap Engelaan was een zoon van Meinsje van Woerden (1870–1951) en de Maaslandse koopman en landbouwer Antoni Engelaan (1863–1911). Zijn vader overleed toen Jaap amper zes was. Hij groeide op in Rijswijk.
Op 26 juni 1929 huwde hij de Leidse Dina Bogaards. Zij kregen vier kinderen.

## Veenendaalse vermicellifabriek
Engelaan ging als boekhouder werken voor de Vermicelli- en Macaronifabriek Blanken in Veenendaal – eigendom van de familie Van Buuren –, maakte er carrière en werd adjunct-directeur.

## Verzetswerk

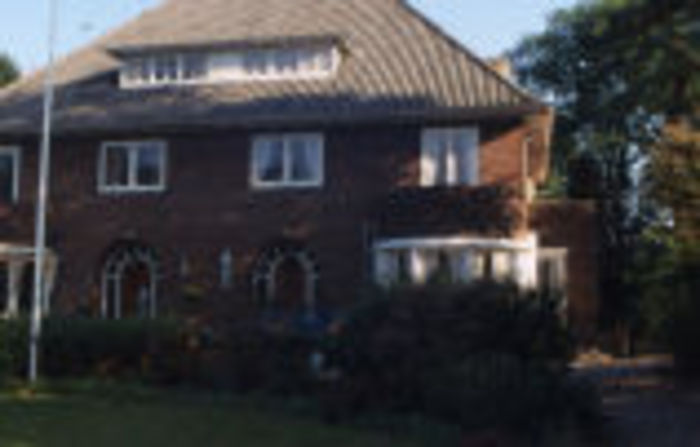
Het huis aan de Kerkewijk in Veenendaal waar het gezin Engelaan tijdelijk onderdak had gekregen bij mevrouw Van Leeuwen

Via de gereformeerde Brugkerk raakte hij in de Tweede Wereldoorlog betrokken bij het verzet, de Groep Albrecht en de Landelijke Organisatie voor Hulp aan Onderduikers, lokaal geleid door Ab van 't Riet, Ad van Schuppen en Jaap Spruijt.
Door een samenloop van omstandigheden arresteerde de SD Engelaan op 21 november 1944, toen hij spionagemateriaal bij de familie Van Doorn wilde afgeven. Het gevolg daarvan was dat hun tijdelijke verblijf aan de Kerkewijk werd doorzocht en ook Dina, alsmede drie onderduikers, zijn meegenomen voor verhoor in de Koning Willem III-kazerne. In haar handtas waren verzetskranten aangetroffen. De onderduikers waren Ab van 't Riet, Wim Verhagen en Johan Looijen.
Kort voordat Engelaan in hechtenis werd genomen, hadden de Duitsers en Theodoor Verhulsdonck op hetzelfde adres op hardhandige wijze de Utrechtse koerier Lenie Mostert aangehouden met een uitnodiging voor een belangrijke vergadering van de nieuwe, overkoepelende verzetsorganisatie Nederlandse Binnenlandse Strijdkrachten (NBS). Ook de familie Van Doorn en Auke Sybenga, een vriend van zoon Jan, werden meegenomen.
Eerder al had de SD een inval gedaan bij de familie Boonzaaijer in het aangrenzende dorpje De Klomp. Ongelukkigerwijs kwamen op het moment dat deze gaande was twee koeriers bij de boerderij aan om een vals persoonsbewijs aan te vragen. Hun verhoor bracht een reeks huiszoekingen in Veenendaal op gang, bij de families Van den Bosch, Van Doorn en Van Kuyk. Aangezien Jaap Engelaan tegen de SD-ers bij de bakkerij van laatstgenoemde familie had beweerd dat hij daar in de hoedanigheid van vertegenwoordiger in toeleveringsproducten op bezoek kwam, vonden zij hem verdacht toen hij ook bij de schoenwinkel van Van Doorn opdook.

## Detentie in Apeldoorn
Alle arrestanten werden afgevoerd naar de Koning Willem III-kazerne in Apeldoorn. 
Engelaan, zijn echtgenote en diverse anderen zijn tijdens hun verhoren aldaar zwaar mishandeld. Op 22 november zijn 8 rayon-commandanten van de BS bij hen in het cellencomplex gevoegd. Door de informatie uit de uitnodiging die Lenie Mostert wilde bezorgen, konden de SD en de Wehrmacht de vergadering van samenwerkende verzetslieden overvallen. SOE-agent Maarten Cieremans en sommige verlate genodigden hadden kunnen ontkomen. De verschillende verzetsgroepen werd door deze toevalstreffer van de SD in Veenendaal zodoende een gevoelige slag toegebracht, maar zij herstelden en hergroepeerden zich vlot.
Bij de verkenning voor een bevrijdingsactie raakten op 28  november twee prominente verzetsleden – Frank van Bijnen, Samuel Esmeijer – in gevecht met de Duitsers. Beide werden door kogels getroffen; Esmeijer was op slag dood en Van Bijnen stierf ’s nachts aan zijn verwondingen. Hun chauffeur Huib Verschoor is gevangen genomen en via kamp Amersfoort naar concentratiekamp Neuengamme in Duitsland overgebracht. Hij stierf op 12 april 1945 op weg naar Ravensbrück.
Als vergelding voor de geplande bevrijding liet kazernecommandant Adolf Glück Engelaan met een groep andere gevangenen vroeg in de ochtend van 2 december executeren op de binnenplaats van de kazerne. De overige gefusilleerden waren Ted Kroeze, SOE-agent Seerp Postma, Johannes van Zanten, Gerrit Westdijk (districtsleider van LO-Utrecht), Jakob Vos (Utrecht), Antonius Ansems (OD-Kootwijkerbroek), Hendrikus Drost (RVV), Johannes Suijling (commandant OD-Kootwijk), Philippus Corts (student aan de Landbouwhogeschool Wageningen), Johannes Balk (leider-RVV), Lambertus Kleiboer (RVV), Bill Moore (piloot first lieutenant USAAF). Zij zijn in eerste instantie in Apeldoorn begraven.
Dina Engelaan-Bogaards wist niets van de dood van Jaap. Zij is in februari 1945 vrijgelaten. Veel van de andere gevangenen zijn pas in april bevrijd of waren naar concentratiekampen gestuurd. Op sinterklaasdag waren nog vader en zoon Van Buuren opgepakt; zij zijn later in Kamp Sandbostel gestorven.
Jaap Engelaan werd op 12 juli 1945 herbegraven in Veenendaal.

## Onderscheidingen en eerbetoon
Postuum is Engelaan vermeld in de British Index to Dutch Helpers of Allied Personnel, grade 5.
De naam van Jaap Engelaan staat vermeld op de Erelijst van gevallenen, het Apeldoorns Keienmonument en het Monument voor de Gevallenen bij het station in het centrum van Veenendaal, als ook op een monument in de Petrakerk aan de Kerkewijk in Veenendaal.